# Anna Dietz
Anna Emilie Auguste Dietz, verheiratete Anna Beyer (7. Oktober 1835 in Prag – 9. Februar 1926 in Königsberg in Preußen) war eine deutsche Theaterschauspielerin.

## Leben
Dietz, die Tochter des Schauspielers Carl Dietz, betrat bereits als vierjähriges Kind (sie hatte zwar nur „Papa“ zu sagen, das aber „allerliebst“) in einer Benefizvorstellung ihres Vaters die Bühne. Sie wurde dann für Kinderrollen verwendet, so als „Knabe“ im Tell, Götz etc.
Obwohl sie schon damals der Liebling der Prager Theaterpublikums war, wollte der Vater sich dennoch nicht entschließen, seine Einwilligung zur Bühnenkarriere zu geben. Erst als Marie Frey ihm dringende Vorstellungen machte, ein so ausgesprochenes Talent nicht zu unterdrücken, gab es seine Zustimmung, und Dietz debütierte am 1. März 1853 als „Ida“ im Letzten Mittel (ihren Liebhaber „Baron Gluthen“ spielte ihr Vater) und alles prophezeite ihr vermöge ihrer guten Schulung, ihren herrlichen Anlagen eine entschieden glänzende Bühnenkarriere. Verhältnisse aller Art ließen sie jedoch nur bis 1858 in Prag wirken, und bedauerte man allgemein den Abgang dieser geschätzten und beliebten Kraft.
Sie nahm zuerst Engagement in Regensburg, dann in Brünn, kam hierauf zu Franz Wallner nach Berlin, sodann ans Schweriner Hoftheater (Intendanz Franz Thomé), und 1861 nach Königsberg. Dort war sie im Fache der ersten Liebhaberinnen und der jugendlichen Salondamen tätig und konnte ihre Vielseitigkeit nicht genug gerühmt und anerkannt werden. Sie wurde als „Pariser Taugenichts“ wie als „Louise“ in Kabale und Liebe und als „Herzogin“ in Glas Wasser gefeiert.
Nichtsdestoweniger verließ sie bald die Bühne, die sie nur noch anlässlich eines Gastspiels auf Einladung durch Franz Thomé in Prag als „Grille“ und „Anneliese“ betrat. Die Kunst hatte an ihr eine hervorragende Vertreterin verloren. Dietz verheiratete sich mit Ottomar Beyer, Chef der Hof- und Universitätsbuchhandlung Calve in Prag.